# Thomas Steger
Thomas Steger (5 de marzo de 1992) es un deportista austríaco que compite en triatlón. Ganó dos medallas en el Campeonato Europeo de Triatlón de Media Distancia, bronce en 2016 y plata en 2021.

## Palmarés internacional
| Campeonato Europeo | Campeonato Europeo | Campeonato Europeo | Campeonato Europeo |
| Año                | Lugar              | Medalla            | Prueba             |
| ------------------ | ------------------ | ------------------ | ------------------ |
| 2016               | Walchsee (Austria) | Medalla de bronce  | Individual         |
| 2021               | Walchsee (Austria) | Medalla de plata   | Individual         |